# オハイオ州議会
座標: 北緯39度57分42秒 西経82度59分55秒 / 北緯39.9616度 西経82.9987度
オハイオ州議会(英語:The Ohio General Assembly)は、アメリカ合衆国オハイオ州の州議会である。定員99名の下院と定員33名の上院で構成される。両院はコロンバスのオハイオ州会議事堂にある。

## 歴史
州議会は1803年3月1日、当時オハイオ州の州都であったチリコシーで初めて招集された。
1851年に発効した第2次オハイオ州憲法は、州行政官を選出する議会の権限を奪い、その権利を有権者に与えた。複雑な計算式によってオハイオ州の各郡に議員が割り当てられ、立法院の議席数は年によって変動した。

マイケル・F・カーティン著『オハイオ政治年鑑』（ケント州立大学出版）は、配分をこう説明している
1851年に制定された新憲法には、複雑な比例配分方式、いわゆる「大分数規定」が盛り込まれていた。この方式では、州の人口を100で割り、その商を下院の代表比率とした。人口がこの比率の少なくとも半分に相当する郡には1人の下院議員が割り当てられ、人口がこの比率の半分に満たない郡は隣接する郡とまとめて選挙区を決め、人口がこの比率の少なくとも4分の1と4分の3の郡には2人の下院議員が割り当てられ、人口がこの比率の3倍に相当する郡には3人の下院議員が割り当てられた。上院選挙区の決定も同様の手順で行われたが、出発点は州の人口を35で割ったものであった。上下両院の比率とその結果としての配分比率は、知事、監査役、州務長官で構成される委員会によって決定された。
1903年、ハンナ修正案によって比例配分制度は修正され、州知事には議会の議決に対する拒否権も与えられたが、これは両院の3分の2以上の投票によって覆すことができた。1912年に開催された最後の州憲法改正大会では、知事には項目別拒否権が与えられたが、拒否権を覆すのに必要な超党派の賛成は5分の3に減少した。1956年、住民投票により州上院議員の任期が2年から4年に延長された。
ハンナ修正案（各郡に少なくとも1人の議員を保証し、すべての議員は特別選挙で選出される）は、オハイオ州の農村地域が議会を支配することを保証していた。しかし、1人1票の法的原則をめぐる連邦最高裁判所のいくつかの判決により、人口に比例した配分が義務づけられた。1964年に再割当が命じられた。1966年の選挙から、両院の議席数は現在の33と99に固定された。
フレッド・A・レノンに率いられた共和党の活動家は1980年代から任期制限を追求し始め、1992年の国民投票では、連続8年（下院では連続4期、上院では連続2期）という任期制限が定められた。任期は4年未満であれば連続とみなされる。8年間在職した元議員は、4年間議員を辞めた後、議員選挙に立候補できる。

## 欠員時の対応
オハイオ州下院と上院では、空席を補充する方法が若干異なる。両議会とも、後任はまず、離党した議員と同じ党に所属する当該議会の議員によって選出される。下院では、後任者が残りの任期を務める。上院の場合、空席が4年の上院任期の最初の20カ月以降に生じた場合のみ、後任者が残りの任期を務める。空席が任期の最初の20カ月間に生じた場合は、次に定期的に行われる偶数年の全州選挙の際に特別選挙が行われる。その後、党員によって選出された後任者が、特別選挙後の12月末まで務め、当選者が残りの任期を務める。

## 参考資料
- Curtin, Michael F. (1996). The Ohio Politics Almanac. Kent State University Press. ISBN 9780873385404
- Gold, David M. (2009). Democracy In Session: A History of the Ohio General Assembly. Ohio University Press. ISBN 9780821418444
- “A Guidebook For Ohio Legislators, 2013-2014” (PDF).   Ohio Legislative Service Commission. 2014年8月12日閲覧。
- Little, Thomas H.; Ogle, David B., eds (2006). The Legislative Branch of State Government: People, Process, and Politics. ABC-CLIO. pp. 369–373. ISBN 9781851097616. "the legislative branch of state government: people."
- Scarselli, Gino J.; Steinglass, Steven H. (2011). The Ohio State Constitution. Oxford University Press. ISBN 9780199778720